# يونيون اير
يونيون اير هي شركة مصرية أسست سنة 1995، تهدف إلي تصنيع الأجهزة المنزلية والكهربائية في مصر والشرق الأوسط .

## تاريخ
بدأت في تصنيع الثلاجات، ثم الغسالات، ومن ثم الأجهزة المنزلية المختلفة. ومن خلال 35 عاماً من الخبرة في مجال أسواق الأجهزة المنزلية، يتم تصدير جليم جاز حالياً إلى أكثر من 30دولة وأكثر من 100 مليون مستهلك في مختلف أنحاء أوروبا وإفريقيا وآسيا والشرق الأوسط. وعلى الرغم من ذلك، فإنها لا تزال تحتفظ بمكانة رائدة في السوق المحلية في مصر. ويوجد العديد من مراكز الصيانة منتشرة حول العالم، المعروفة باسم صيانة يونيون اير، خاصة في الشرق الاوسط وأفريقيا.

## انتقادات
جاء قرار من الجهاز الرقابي على سلامة المنتجات في مصر، لعدم مطابقة الشركة للمواصفات والجودة، والتي سببت خسائر للمستهلكين والتجار، خلال سنة 2023، وترتب عليها صدور أحكام قضائية ضد الشركة، ودعاوى جنائية ضد رئيسها محمد فتحي ورؤساء مصانع تابعة للشركة.